# ジョン・ディリンガム・ドッドソン
ジョン・ディリンガム・ドッドソン（John Dillingham Dodson、1879年7月26日 - 1955年]8月3日）は、ケンタッキー州アレン郡に生まれ、同州ウォーレン郡に没した、アメリカ合衆国の心理学者。
日本語では、しばしば「J・D・ドットソン」として言及される。
ドッドソンは、1908年に、ロバート・ヤーキーズとともに、動機づけと習慣に関するヤーキーズ・ドットソンの法則を提唱した。ハーバード大学で修士号を取得したドッドソンは、ミネソタ大学の心理学部からPhDを取得した最初の人物となった。ヤーキーズとの共著による重要な論文を発表した後のドッドソンの経歴については、1921年に最初に問題が提起されてから2001年に至るまで、長らく謎となっていた。2012年に発表された研究成果によると、ドッドソンは長らくボーリンググリーン商科大学 (Bowling Green College of Commerce) で学究生活を送ったことが明らかにされている。この大学は後に、ウェスタン・ケンタッキー大学の前身のひとつとなった。